# 快公司
《快公司》（英語：Fast Company）是一份美国商业月刊，它以紙質和网络形式出版，內容主要关注技术、商业和设计等領域。它目前每年出版八期紙質版雜誌。

## 历史
1995年11月，两位前《哈佛商業評論》的编辑Fast Company于由Alan Webber和Bill Taylor以及出版商Mortimer Zuckerman发起創辦快公司。
2000年，Zuckerman将快公司以5.5亿美元的价格卖给了Gruner + Jahr。就在出售完成时，互聯網泡沫破滅，导致快公司出現重大损失以及发行量下降。2002年，Alan Webber和Bill Taylor离开了快公司，之前在《彭博商业周刊》任職的约翰·A·伯恩担任新编辑。在伯恩的领导下，快公司獲得了Gerald Loeb Award。
2005年，Gruner + Jahr 将快公司以及Inc.出售給Joe Mansueto。

## 网站
FastCompany.com成立于1995年，內容涵蓋了商業、環境、社會議題、娛樂、營銷領域的領導和創新。以及通過其Co.Design網站，涵蓋了從建築到電子、消費品到時尚等領域的商業和設計交匯的內容。Fast Company以前也經營名為Co.Labs、Co.Exist和Co.Create的網站。Co.Exist和Co.Create在2017年更名為Ideas和Entertainment部分。然而Co.Labs則於2015年初關閉。

## 其他
快公司會評選出50家"最具创新的公司"以及100位 "最具创造力的人物"。